# جاناتان اسمیت (بازیکن فوتبال، زاده ۱۹۸۶)
جاناتان اسمیت (انگلیسی: Jonathan Smith؛ زادهٔ ۱۷ اکتبر ۱۹۸۶) بازیکن فوتبال اهل بریتانیا است.
از باشگاه‌هایی که در آن بازی کرده است می‌توان به باشگاه فوتبال فلیتوود تاون، باشگاه فوتبال فارست گرین راورز، باشگاه فوتبال یورک سیتی، باشگاه فوتبال بامبر بریج، باشگاه فوتبال مورکم، باشگاه فوتبال سوئیندون تاون، باشگاه فوتبال لوتون تاون، باشگاه فوتبال چسترفیلد، و باشگاه فوتبال استیونج اشاره کرد.